# HD 41429
HD 41429，又名BD+29 1112，SAO 77958、HR 2146，是一颗恒星，视星等为6.08，位于銀經181.78，銀緯4.2，其B1900.0坐标为赤經5h 59m 59.3s，赤緯+29° 4.2′ 13″。